# Szakállasmolyfélék
A szakállasmolyfélék (Glyphipterigidae) a valódi lepkék (Glossata) alrendjébe tartozó Yponomeutoidea öregcsalád egyik családja.
Ezek a kis termetű molylepkék főleg a trópusokon terjedtek el. Sok fajuk kimondottan színpompás. Magyarországon kilenc-tíz fajukat ismerjük.
A lepkék ajaktapogatója fölfelé görbül, alul különféle mennyiségű, tömöttebb vagy ritkás szőrzettel, illetve pamaccsal. A hernyók különféle tápnövényeken élnek (Mészáros, 2005).

## Rendszertani tagolásuk a magyarországi fajokkal
A családot két alcsaládra bontják:
- Szakállasmolyformák (Glyphipteriginae) alcsaládja 37 nemmel, amelyek közül Magyarországon egy nem nyolc faja fordul elő:
  - Abrenthia,
  - Aechmia,
  - Anacampsoides,
  - Apistomorpha,
  - Carmentina,
  - Caulobius,
  - Chrysocentris,
  - Circica,
  - Cotaena,
  - Cronicombra,
  - Desmidoloma,
  - Diploschizia,
  - Drymoana,
  - Electrographa,
  - Encamina,
  - Ernolytis,
  - Eusthenica,
  - Glyphipterix (Hb., 1825)
    - perjeszittyó-szakállasmoly (Glyphipterix bergstrasserella Fabricius, 1781) – Magyarországon többfelé előfordul (Fazekas, 2001; Mészáros, 2005; Pastorális, 2011);
    - varjúháj-szakállasmoly (Glyphipterix equitella, G. majorella Scopoli, 1763) – Magyarországon többfelé előfordul (Pastorális, 2011);
    - homoki szakállasmoly (Glyphipterix forsterella, G. albimaculella Fabricius, 1781) – Magyarországon sokfelé előfordul (Fazekas, 2001; Pastorális, 2011);
    - gyapjúsás-szakállasmoly (Glyphipterix haworthana Stephens, 1834) – Magyarországon szórványos (Pastorális, 2011)
    - budai szakállasmoly (Glyphipterix loricatella Treitschke, 1833) – Magyarországon szórványos (Pastorális, 2011)
    - sötét szakállasmoly (Glyphipterix pygmaeella Rebel, 1896) – Magyarországon szórványos (Pastorális, 2011)
    - ebír-szakállasmoly (Glyphipterix simpliciella, G. cramerella Stephens, 1834) – Magyarországon többfelé előfordul (Pastorális, 2011);
    - szittyófúró szakállasmoly (Glyphipterix tharsonella Scopoli, 1763) – Magyarországon közönséges (Fazekas, 2001; Pastorális, 2011);

  - Heribeia,
  - Irinympha,
  - Lepidotarphius,
  - Machlotica,
  - Metapodistis,
  - Myrsila,
  - Neomachlotica,
  - Pantosperma,
  - Phalerarcha,
  - Phryganostola,
  - Rhabdocrates,
  - Sericostola,
  - Setiostoma,
  - Taeniostolella,
  - Tetracmanthes,
  - Toxopeia,
  - Trapeziophora,
  - Uranophenga,
  - Ussara;
- Orthoteliinae alcsalád egyetlen nemmel:
  - Orthotelia (Stephens, 1829) egy hazai fajjal:
    - békabuzogánymoly (Orthotelia sparganella Thunberg, 1788) – Magyarországon közönséges (Horváth, 1997; Fazekas, 2001; Pastorális, 2011; Pastorális & Szeőke, 2011);

Egyesek Acrolepiinae néven harmadik alcsaládnak a hegyes szárnyú tarkamolyféléket tekintik; ezeket mi Acrolepiidae néven önálló családként tárgyaljuk.

## Külső hivatkozások
- Magyarországi felvételek a budai szakállasmolyról (Glyphipterix loricatella)